# Alboussière
 Alboussière  es una población y comuna francesa, situada en la región de Ródano-Alpes, departamento de Ardèche, en el distrito de Tournon-sur-Rhône y cantón de Saint-Péray.

## Demografía
| 726 | 700 | 696 | 605 | 727 | 756 |
| Para los censos de 1962 a 1999 la población legal corresponde a la población sin duplicidades (Fuente: INSEE [Consultar]) |     |     |     |     |     |